# Nepomyšl (hrad)
Údajný hrad Nepomyšl měl stávat na západním svahu návrší Kamenný Chlum (též Chlum), nedaleko městysu Nepomyšl v okrese Louny. Jeho existence je uváděna především ve starší literatuře, v současné době převažuje názor, že hrad nikdy neexistoval. To potvrzuje i nejnovější monografie věnovaná Nepomyšli, v níž hypotéza 
o existenci hradu nestála za zmínku žádnému z archeologů nebo historiků, kteří se v publikaci nejstaršími dějinami městyse zabývali.

## Hrad a literatura
Veškeré vědomosti o údajném nepomyšlském hradu pochází z literatury. Jako první se o něm patrně zmiňuje Jaroslav Schaller v roce 1787, když ve svém díle uvádí rozpadlý zámek u Nepomyšle obývaný členem rodiny Šliků. Bližší informace přináší František Alexandr Heber, když jej umisťuje na výšinu asi 15 minut chůze od Nepomyšle. Zároveň uvádí pozůstatky hradeb tvořících čtverhran, zbytky sklepů či úvozovou cestu na Valeč. Z historických údajů pak uvádí jako zakladatele pány z Gutštejna, od nichž jej v 15. století měli zakoupit Šlikové. Ještě v roce 1540 zde měl žít Albín Šlik, jeho syn Kryštof však u císaře upadl v nemilost a v roce 1547 musel odejít do vyhnanství. Hrad měla posléze vlastnit královská komora a v průběhu 16. století se změnit ve zříceninu. V podstatě stejnou historii přebírá později i Riegrův slovník naučný, který uvádí jeho přechod do rukou Dietrichštejnů a existenci dovádí do roku 1686. Krátce se o hradu zmiňuje v roce 1902 vydaný Ottův slovník naučný. Ve stejném roce vychází také dílo regionálního německého historika Wenzela Rotta, který se jej pokusil přesněji lokalizovat a umístit na vrch Kamenný Chlum (něm. Stein Chlum).
První pochybnosti o existenci hradu přichází ve 20. letech 20. století, když jej ve svém díle opomíjí August Sedláček. Stručně se o hradu zmiňuje také další německý regionální historik H. Weichert a to v souvislosti s vybudováním zámku přímo v městysi. Část informací od předchozích autorů přebírá také kolektiv, který v roce 1984 vydal dílo Hrady, zámky a tvrze v Čechách, na Moravě a ve Slezsku. Na rozdíl od Hebera však nezmiňují historii, k níž uvádí, že se nedochovaly žádné písemné prameny. Zánik hradu je pak kladen do 15. století. Definitivní zlom přichází na přelomu 20. a 21. století. V roce 1999 jej totiž ve svém soupisu hradů nezmiňuje Tomáš Durdík. V následujícím roce se sice znovu objevuje v díle Karla Kuči, ale i ten si není jeho existencí jistý. O hradu se posléze nezmiňuje ani Jiří Úlovec.

## Historie údajného hradu
V podstatě veškerá známá historie údajného hradu pochází z díla F. A. Hebera. Aby se však zjistila možnost jejich reálnosti, je třeba je konfrontovat se známou historií Nepomyšle, resp. zdejší tvrze. Ta je doložena zřejmě již k 1. polovině 14. století a např. Sedláček či Úlovec jako možné zakladatele uvádí pány z Janovic, kteří v této době jsou v Nepomyšli skutečně doloženi. V držení pány z Gutštejna byla tvrz až mnohem později a je tedy nepravděpodobné, že by založili nepomyšlský hrad. Stejně tak neexistují žádné písemné prameny k vlastnictví Nepomyšle královskou komorou. Dá se tedy usuzovat, že veškeré známé historické údaje ke hradu se ve skutečnosti vztahují k dějinám tvrze, jak uvádí kromě již zmíněné dvojice Sedláček, Úlovec také kolektiv autorů vydávajících v roce 2000 Encyklopedii českých tvrzí.

## Možné ztotožnění s Křečovem
Na základě Heberem uvedeného čtverhranného půdorysu hradu by se dalo dojít k závěru, že jej autor zaměnil za hrad Křečov, jehož jádro mělo podle Durdíka stejný půdorys. Hrad Křečov je ovšem u Hebera uváděn, ačkoliv zcela chybí jeho historie. Možné ztotožnění obou sídel může pocházet již od Schallera, neboť ten Křečovu ve svém díle nevěnoval samostatné heslo a nezmiňuje ho ani u hesla Deutsch Rust (dnes Podbořanský Rohozec), na jehož katastrálním území se Křečov rozkládá.

## Lokalizace údajného hradu
Starší literatura údajný hrad zasazuje na vrch Chlum, rozlehlý kopec na jih od Nepomyšle, kam hrad také zasazuje turistická mapa Klubu českých turistů. Stejné pojmenování má i menší návrší, rozkládající se asi 2 km na jihozápad od Nepomyšle, nesoucí také označení Kamenný Chlum. Sem jej na základě německé regionální literatury umisťují také zdejší obyvatelé. Na místě údajného hradu byl v roce 2013 proveden Luďkem Krčmářem povrchový průzkum, ale kromě reliktů po novověké stavbě a zbytků kruhové jámy po lomu na západním konci návrší se zde žádné stopy po hradu nepodařilo najít. Navíc zcela chybí jakékoliv stopy po fortifikaci.